# آنجلو ریکاردو ورساری
آنجلو ریکاردو ورساری (به پرتغالی: Ângelo Ricardo Versari) مدافع اهل برزیل است که در شهر Campo Mourão و در تاریخ ۲۷ آوریل ۱۹۸۴ به دنیا آمده‌است.
آنجلو ریکاردو ورساری در تیم‌های فوتبال Atlético Paranaense سابقهٔ حضور دارد.